# 旧制薬学専門学校
旧制薬学専門学校（きゅうせいやくがくせんもんがっこう）とは、日本において学校教育法が施行される前の、専門学校令に基づいて薬学に関する専門教育を行っていた高等教育機関のことである。

## 概要
薬学専門学校は、旧制中学校、高等女学校の卒業者を対象に修業年限3年で設置された。1800年代は旧制高等学校の医学部薬学科として設置されたが、1900年代には旧制高等学校から医学専門学校が分離された、また私立の薬学専門学校も設置された。なお旧制大学の薬学専門部も学制上は専門学校として扱われるので、本項の対象とした。

## 主な旧制薬学専門学校
官立
- 1890年 第一高等中学校医学部薬学科→1894年第一高等学校医学部薬学科→1901年千葉医学専門学校薬学科→千葉医科大学附属薬学専門部→→千葉大学薬学部
- 1889年 第二高等中学校医学部薬学科→1894年第二高等学校医学部薬学科→医学科に吸収され一旦廃止→→東北大学薬学部
- 1889年 第三高等中学校医学部薬学科→1894年第三高等学校医学部薬学科→医学科に吸収され一旦廃止→→岡山大学薬学部
- 1889年 第四高等中学校医学部薬学科→1894年第四高等学校医学部薬学科→1901年金沢医学専門学校薬学科→金沢医科大学附属薬学専門部→→金沢大学薬学部
- 1890年 第五高等中学校医学部薬学科→1894年第五高等学校医学部薬学科→1918年長崎医学専門学校薬学科→長崎医科大学附属薬学専門部→→長崎大学薬学部
- 1920年 富山薬学専門学校→（富山大学薬学部→富山医科薬科大学薬学部→富山大学薬学部）
- 1929年 熊本薬学専門学校→（熊本大学薬学部）
- 1949年 大阪大学附属薬学専門部（大阪大学医学部薬学科に吸収され→大阪大学薬学部）

公立
- 1909年 富山県立薬学専門学校→1920年（官立）富山薬学専門学校へ
- 1932年 岐阜市立岐阜薬学専門学校→→岐阜薬科大学
- 1946年 名古屋市立名古屋薬学専門学校→→名古屋薬科大学→名古屋市立大学薬学部
- 1952年 静岡県立薬学専門学校→→1953年静岡薬科大学→静岡県立大学薬学部

私立
- 1910年 九州薬学専門学校→1929年（官立）熊本薬学専門学校へ
- 1917年 東京薬学専門学校→→（東京薬科大学）
- 1917年 大阪薬学専門学校→1949年（官立）大阪大学附属薬学専門部へ
- 1919年 京都薬学専門学校→（京都薬科大学）
- 1923年 明治薬学専門学校→→（明治薬科大学）
- 1925年 道修女子薬学専門学校→（大阪薬科大学）→（大阪医科薬科大学薬学部）
- 1930年 帝国女子医学薬学専門学校→（東邦大学）
- 1930年 東京女子薬学専門学校→→（明治薬科大学）
- 1930年 昭和女子薬学専門学校→（昭和薬科大学）
- 1930年 共立女子薬学専門学校→（共立薬科大学）→（慶應義塾大学薬学部）
- 1931年 東京薬学専門学校女子部→→（東京薬科大学）
- 1932年 神戸女子薬学専門学校→（神戸薬科大学）
- 1935年 名古屋薬学専門学校→1946年（公立）名古屋市立名古屋薬学専門学校へ
- 1939年 東北薬学専門学校→（東北薬科大学）→（東北医科薬科大学薬学部）
- 1941年 星薬学専門学校→（星薬科大学）
- 1945年 静岡女子薬学専門学校→1950年静岡薬学専門学校→1952年（公立）静岡県立薬学専門学校へ

外地
- 1930年 京城薬学専門学校→→1945年ソウル薬学大学→1950年ソウル大学校薬学大学
- 1938年 満州医科大学附属薬学専門部

## 関連事項
- 薬学校
- 専門学校令
- 旧制専門学校
- 旧制女子専門学校
- 日本の学校制度の変遷